# 小田切康幸
小田切 康幸（おだぎり やすゆき、1936年12月17日-  ）は、日本の経営者。住友大阪セメント社長、会長を務めた。

## 来歴・人物
大阪府出身。1960年に東京大学法学部を卒業し、同年にチッソに入社。タツタ電線、イトーヨーカ堂での勤務を経て、1979年9月に住友セメント(のちの住友大阪セメント)に転じ、1988年6月に取締役に就任し、1993年6月に常務、1996年6月に専務を経て、2000年6月に社長に就任。2006年6月に会長に就任。